# RaTe
RaTe（らて、12月2日 - ）は、日本の漫画家。男性。滋賀県出身。
1993年に『コミックドルフィン』2月号（司書房）掲載の「Love is Crash」でデビュー。
2010年代は商業誌掲載はほぼなく、同人活動しかしていなかったが、2021年「まつかさ」名義で『コミックエルオー』10月号（茜新社）にて再デビュー。

## 来歴
- 大学時代のアニメ研にて、部誌として『逮捕しちゃうぞ』の同人誌を描いたことがきっかけとして漫画を描き始める。
- 滋賀県彦根市にある『河瀬』という駅があり、字面が良かったためペンネームの名字にし、「為替レート」に引っかけて『河瀬零人』を最初のペンネームにする。成人向けを書き始める際に「河瀬」の部分を取って「零人」をローマ字読みの『RaTe（らて）』に変えたのがペンネームの由来となる[4]。

## 作品リスト

### 漫画単行本
1. 『Any Questions？』 1994年4月発売、司書房〈ツカサコミックス〉、ISBN 4-88725-015-0
2. 『Best Relation』 1995年4月発売、司書房〈ツカサコミックス〉、ISBN 4-88725-049-5
3. 『いいこと。』 1997年6月発売、司書房〈ツカサコミックス〉、ISBN 4-8128-0041-2
4. 『Incest+1』 1998年4月発売、司書房〈ツカサコミックス〉、ISBN 4-8128-0134-6
5. 『神様の言うとおり』 1998年7月発売、ワニマガジン社〈ワニマガジンコミックス〉、ISBN 4-89829-355-7
6. 『タマヒメサマ』 1999年7月発売、司書房〈ツカサコミックス〉、ISBN 4-8128-0292-X
7. 『π』 2000年3月発売、海王社〈海王社コミックス〉、ISBN 4-87724-245-7
8. 『e』 2000年5月発売、海王社〈海王社コミックス〉、ISBN 4-87724-248-1
9. 『君にちちあれ』 2001年7月発売、ワニマガジン社〈ワニマガジンコミックス〉、ISBN 4-89829-444-8
10. 『らてぢる』 2001年10月発売、二見書房〈すずらんコミックス〉、ISBN 4-576-01120-0
11. 『P総研』 2002年7月11日初版発行（2007年7月発売）[7]、茜新社〈TENMA COMICS〉、ISBN 4-87182-514-0
12. 『Milk Maid』 2003年9月19日発売[8]、コアマガジン〈メガストアコミックス015〉、ISBN 4-87734-668-6
13. 『姉と眼鏡とミルク』 2004年6月発売、富士美出版〈富士美コミックス〉、ISBN 4-89421-578-0
14. 『底なし汁だくクリニック』 2006年3月発売、富士美出版〈富士美コミックス〉、ISBN 4-89421-669-8
15. 『よきかな。』 2006年8月発売、司書房〈ツカサコミックス〉、ISBN 4-8128-1459-6
16. 『日本巨乳党』[9] 2007年3月発売、ワニマガジン社〈ワニマガジンコミックススペシャル〉、ISBN 978-4-86269-014-2
17. 『おねえちん』 2008年2月29日初版発行[10]（同日発売[11]）、茜新社〈TENMA COMICS〉、ISBN 978-4-87182-970-0
18. 『シスター・スレイブ』 2009年4月発売、富士美出版〈富士美コミックス〉、ISBN 978-4-89421-872-7